# Mas de Navàs (Reus)
El Mas de Navàs és un mas del municipi de Reus (Baix Camp) inclòs en l'Inventari del Patrimoni Arquitectònic de Catalunya.

## Descripció
És una edificació aïllada que es troba entre el Passeig de la Boca de la Mina i el camí Fondo de la Bassa Nova. És de planta rectangular amb un cos central i dues ales laterals. A l'angle oest de l'edifici destaca la torre, l'element més important de l'edifici. El cos central és de planta baixa i dos pisos, amb un terrat a la catalana. Les ales laterals són de planta baixa i un pis i tenen la coberta inclinada. Una escalinata salva el nivell del sòl i arriba a la planta baixa. La distribució de les obertures a la façana és ordenada i simètrica respecte als eixos principals. Les finestres són rectangulars amb pilastres adossades, capitells compostos, cornises i arcs carpanells rebaixats amb motllures. La torre puja un pis més, i té la planta octogonal i un balcó perimetral en voladís, una coberta amb escames de ceràmica vidriada combinant colors. Parets de maó estucats simulant obra vista i pedra a les cantonades. Hi ha balustres ceràmics. Presenta elements amb fusta, persianes de llibret i torretes de pedra.

## Història
Datat per primera vegada el 1895. El va construir l'arquitecte Pere Caselles per encàrrec del comerciant i polític republicà Joaquim Navàs Pedró, que va fer una gran fortuna amb la botiga de roba oberta a la plaça del Mercadal. Navàs va dedicar part de la seva fortuna a la construcció d'obres monumentals, com aquest mas o la Casa Navàs de la plaça del Mercadal. El mas va passar a ser propietat de la Família Blasco, nebots de la muller del propietari, Josepa Blasco.